# Bruzdówka
Bruzdówka (Reithrodon) – rodzaj ssaków z podrodziny bawełniaków (Sigmodontinae) w obrębie rodziny chomikowatych (Cricetidae).

## Rozmieszczenie geograficzne
Rodzaj obejmuje gatunki występujące w Ameryce Południowej.

## Morfologia
Długość ciała (bez ogona) 126–150 mm, długość ogona 79–120 mm, długość ucha 22–28 mm, długość tylnej stopy 27–35 mm; masa ciała 52–105 g.

## Systematyka
Rodzaj zdefiniował w 1837 roku angielski przyrodnik George Robert Waterhouse w artykule poświęconym opisowi dwóch nowych rodzajów gryzoni z kolekcji Darwina, opublikowanym w czasopiśmie Proceedings of the Zoological Society of London. Gatunkiem typowym jest (oryginalne oznaczenie) bruzdówka nagostopa (R. typicus). 

### Etymologia
- Reithrodon (Rithrodon, Rheithrodon, Rheitrodon, Rhithrodon): gr. ρειθρον reithon ‘kanał, bruzda’; οδους odous, οδοντος odontos ‘ząb’[14].
- Ptyssophorus: gr. πτυσσω ptussō ‘zwijać’; -φορος -phoros ‘-dźwigać’, od φερω pherō ‘nosić’[15]. Gatunek typowy (oznaczenie monotypowe): Ptyssophorus elegans Ameghino, 1899 (= Mus auritus G. Fischer, 1814).
- Tretomys: gr. τρητος trētos ‘perforowany’; μυς mus, μυoς muos ‘mysz’[16]. Gatunek typowy (oznaczenie monotypowe): Tretomys atavus Ameghino, 1899 (= Mus auritus G. Fischer, 1814).
- Proreithrodon: gr. προ pro ‘blisko, w pobliżu’[17]; rodzaj Reithrodon Waterhouse, 1837. Gatunek typowy (oryginalne oznaczenie): Proreithrodon chapalmalense Ameghino, 1908 (= Mus auritus G. Fischer, 1814).

### Podział systematyczny
Do rodzaju należą następujące gatunki:
| Grafika | Gatunek             | Autor i rok opisu  | Nazwa zwyczajowa    | Podgatunki         | Rozmieszczenie geograficzne | Podstawowe wymiary                           | Status IUCN |
| ------- | ------------------- | ------------------ | ------------------- | ------------------ | --- | -------------------------------------------- | ----------- |
|         | Reithrodon caurinus | O. Thomas, 1920    |                     | gatunek monotypowy | endemit Argentyny (Jujuy, Tucumán i Catamarca); zakres wysokości: powyżej 2000 m n.p.m.                                         | DC: 12,7–14,9 cm DO: 9,4–9,9 cm MC: 77–95 g  | NE          |
|         | Reithrodon typicus  | Waterhouse, 1837   | bruzdówka nagostopa | 2 podgatunki       | Brazylia (Rio Grande do Sul), Urugwaj i Argentyna (Corrientes, Entre Ríos i prawdopodobnie północno-wschodnie Buenos Aires)     | DC: 14–15 cm DO: 9–12 cm MC: 60–105 g        | LC          |
|         | Reithrodon auritus  | (G. Fischer, 1814) | bruzdówka uszata    | 3 podgatunki       | Argentyna i przylegające Chile na południe do Ziemi Ognistej; niepotwierdzony na Falklandach; zakres wysokości: 0–2200 m n.p.m. | DC: 12,6–14,1 cm DO: 7,9–9,5 cm MC: 52–116 g | LC          |

Kategorie IUCN:  LC  – gatunek najmniejszej troski;  NE  – gatunki niepoddane jeszcze ocenie.